# クィントゥス・マルキウス・レクス (紀元前118年の執政官)
クィントゥス・マルキウス・レクス（Quintus Marcius Rex）はプレブス（平民）出身の共和政ローマの政治家・軍人。紀元前118年に執政官（コンスル）を務めた。

## 出自
マルキウス氏族はローマで最も古い氏族の一つであり、第4代ローマ王アンクス・マルキウスの子孫であると称している。当初はパトリキ（貴族）であったと思われるが、一族で最初に執政官になったのは、紀元前357年のガイウス・マルキウス・ルティルスであり、彼以降歴史に登場するマルキウス氏族の人物は、全てプレブスである。レクスの父も祖父も、プラエノーメン（第一名、個人名）はクィントゥスであるが、父レクスは紀元前144年の法務官（プラエトル）であり、ローマ最大の水道であるマルキア水道を建設している。

## 経歴
紀元前118年、レクスはマルクス・ポルキウス・カトとともに執政官に就任した。レクスはこの年に植民市コロニア・ナルボ・マルティウス（現在のナルボンヌ）を建設するが、その地域は後に属州ガリア・ナルボネンシスとなる。レクスはリグリアのアルプスの麓に居住するストエニ族との戦争を指揮した。この戦いに勝利した後、レクスは凱旋式を実施する栄誉を得ている。しかしながら、当時のローマの若者の中でも将来が嘱望されていた子息を、この戦争中に失っている。 この悲劇にもかかわらずレクスは非常に懸命に感情を制御し、息子の葬儀の日にも他の元老院議員と会い、正常に政務を執り行った。息子は失ったもののレクスの血統は続き、紀元前68年の執政官クィントゥス・マルキウス・レクスは孫であると思われる。
レクスは数年後の訴訟を起こされているが、弁論家のマルクス・アントニウス（en）の弁護を受けている

## 家族
レクスの姉または妹のマルキアはカエサルの祖父にあたるガイウス・ユリウス・カエサルと結婚している。両者の間に生まれた子供は、紀元前91年の執政官でガイウス・マリウスの盟友であるセクストゥス・ユリウス・カエサル、マリウスの妻ユリア（姉）、法務官ガイウス・ユリウス・カエサル（カエサルの父）があった。他の子孫としては、紀元前56年の執政官ルキウス・マルキウス・ピリップスがいる。マルキアとカエサルの祖父の間にはルキウス・コルネリウス・スッラの妻となったユリア（妹）もいる。即ち、マリウスとスッラは義理の兄弟となるが、これはユグルタ戦争とヌミディアとの戦争の時代における両者の関係の近さを示している。

## 参考資料

### 古代の資料
- ティトゥス・リウィウス『ローマ建国史』
- ガイウス・プリニウス・セクンドゥス『博物誌』
- アウルス・ゲッリウス『アッティカ夜話』、XIII 19
- オロシウス『異教徒に反論する歴史』
- ウァレリウス・マクシムス『有名言行録』
- マルクス・トゥッリウス・キケロ『弁論家について』

### その他資料
- Broughton, T. Robert S. (1951). The Magistrates of the Roman Republic . Volume I, 509 BC - 100 BC (in English). I, number XV. New York: The American Philological Association. 5 page
- この記事には現在パブリックドメインである次の出版物からのテキストが含まれている: Smith, William, ed. (1870). "Quintus Marcius Rex". Dictionary of Greek and Roman Biography and Mythology (英語).
- Friedrich Münzer: Marcius 91). In: Paulys Realencyclopädie der classischen Altertumswissenschaft (RE). Band XIV,2, Stuttgart 1930, Sp. 1583.
- Georgius Fündling: [I 22] M. Rex, Q .. In: Der Neue Pauly (DNP). Volume 7, Metzler, Stuttgart 1999, ISBN 3-476-01477-0 , Pg. 861.